# Of Seismic Consequence
Of Seismic Consequence – czwarty album studyjny amerykańskiego zespołu Yakuza, wydany 22 czerwca 2010 roku.
W opinii Bruce'a Lamonta inspiracją do tworzenia płyty był aktualny stan świata, w szczególności trzęsienia ziemi oraz zmiany ewolucyjne znamionujące scenariusze końca. Powołał się przy tym na Kalendarz Majów i kwestię roku 2012 czy klęski żywiołowe nawiedzające ziemię. Wyraził w tym przekonanie iż wszystkie wydarzenia wzmagają się w kierunku czegoś, sprawiają wrażenie kulminacji - zarówno w przyrodzie, jak i w społeczeństwie, polityce, technologii - we wszystkim.

## Lista utworów
1. The Ant People
2. Thinning The Herd
3. Stones And Bones
4. Be That As It May
5. Farewell To The Flesh
6. Testing The Waters
7. Good Riddance (The Knuckle Walkers)
8. The Great War
9. Deluge[7]

## Twórcy
Członkowie grupy
- Bruce Lamont – saksofon, śpiew, klarnet, efekty
- Matt McClelland – gitara, śpiew
- James Staffel – perkusja, instrumenty klawiszowe
- Ivan Exael Cruz – gitara basowa

Inni
- Sanford Parker – producent muzyczny